# Сант'Ањезе (Тренто)
Сант'Ањезе је насеље у Италији у округу Тренто, региону Трентино-Јужни Тирол.
Према процени из 2011. у насељу је живело 403 становника. Насеље се налази на надморској висини од 788 м.